# Vuelta por un Chile Líder
La Vuelta por un Chile Líder, conosciuta inizialmente come Vuelta Líder al Sur, era una corsa a tappe maschile di ciclismo su strada svoltasi in Cile dal 1997 al 2007. Dal 2005 al 2007 fu inserita nel calendario dell'UCI America Tour come prova di classe 2.2.

## Albo d'oro
Aggiornato all'edizione 2007.
| Anno | Vincitore          | Secondo         | Terzo           |
| ---- | ------------------ | --------------- | --------------- |
| 1997 | José Medina        |                 |                 |
| 1998 | Pablo González     |                 |                 |
| 1999 | Víctor Garrido     |                 |                 |
| 2000 | Juan-Manuel Fierro |                 |                 |
| 2001 | Jorge Giacinti     |                 |                 |
| 2002 | Edgardo Simón      |                 |                 |
| 2003 | Marco Arriagada    |                 |                 |
| 2004 | Edgardo Simón      | Andrej Sartasov | Pedro Prieto    |
| 2005 | Edgardo Simón      | Juan Cabrera    | Marco Arriagada |
| 2006 | Andrej Sartasov    | Marco Arriagada | Jorge Giacinti  |
| 2007 | Jorge Giacinti     | Magno Prado     | Walter Pedraza  |